# 2015 HY195
2015 HY195 est un objet transneptunien de magnitude absolue 6,02, en résonance 1:4 avec Neptune
Son diamètre est estimé à 230 km ce qui pourrait le qualifier comme un candidat au statut de planète naine.